# Люта (Конавле)
42°32′ пн. ш. 18°22′ сх. д. / 42.53° пн. ш. 18.37° сх. д.
Люта (хорв. Ljuta) — населений пункт у Хорватії, у Дубровницько-Неретванській жупанії у складі громади Конавле.

## Населення
Населення за даними перепису 2011 року становило 194 осіб.
Динаміка чисельності населення поселення: